# Martin Lewis Perl
Martin Lewis Perl (24. června 1927, New York – 30. září 2014) byl americký fyzik, nositel Nobelovy ceny za fyziku z roku 1995 za průkopnické experimentální příspěvky leptonové fyzice, především za objev leptonu tau. Spolu s ním získal v roce 1995 Nobelovu cenu za fyziku Frederick Reines.